# Frank Patterson (ténor)
Pour les articles homonymes, voir Frank Patterson et Patterson.
Frank Patterson (Clonmel 5 octobre 1938-New York 10 juin 2000) est un ténor irlandais de renommée internationale, à la suite de la tradition des chanteurs tels que le comte John McCormack et Josef Locke. Il avait reçu le surnom de « Ireland's Golden Tenor » (ténor d'or d'Irlande).

## Biographie
Patterson naît à Clonmel, dans le comté de Tipperary, le 5 octobre 1938. Jeune garçon, il chante avec la chorale paroissiale et participe à entretenir la tradition annuelle de chanter avec le Wrenboys (fête du 26 décembre : une sorte chasse au faux roitelet, roi des oiseaux qui chante toute l'année). Frank reçoit des encouragements de Tommy O'Brien un connaisseur local, après une interprétation au lycée de Lazarello dans Maritana de William Vincent Wallace. Il chante dans les locaux de l'association choral à sainte-Marie et pour une production des Pirates de Penzance jouées avec ses deux parents. Hormis ses intérêts pour la musique, Frank représente l'association athlétique gaélique au club de hurling de Marlfield (à deux pas de Clonmel), joue au tennis à Hillview (toujours dans le comté de Waterford) et au golf, sur le parcours de Mountain Road. Il quitte prématurément l'école pour travailler chez Slater, l'affaire de famille dans le secteur de l'imprimerie, du côté de sa mère. Frank Patterson s'installe à Dublin en 1961 et s'inscrit à la National Academy of Theatre and Allied Arts, où il étudie le théâtre, et parallèlement, il reçoit une formation vocale avec Hans Waldemar Rosen. En 1964, il participe au Feis Ceoil (festival de musique), à l'échelle nationale où se déroule un concours de musique. Il y remporte sections, notamment l'Oratorio, le Lied et la coupe d'or allemande

### Carrière
Patterson donne des récitals classiques à travers l'Irlande et gagne des bourses pour étudier à Londres, à Paris et aux Pays-Bas. À Paris, il apparaît lors d'une émission radio qui retient l'attention de la maison de disque Philips qui découle sur un contrat et son premier album, My Dear Native Land.
Il travaille avec des chefs tels que Colin Davis et de certains des plus prestigieux orchestres d'Europe, notamment l'Orchestre symphonique de Londres et l'Orchestre de Paris. Il effectue également des tournées avec Janine Micheau dans Pelléas et Mélisande et gagne une réputation en tant que chanteur d'oratorio, avec Haendel, Mozart et Bach, en allemand, en italien et dans la mélodie française. Patterson a pendant longtemps un programme sur RTÉ, le réseau de radio irlandais, intitulé For Your Pleasure.
Au début des années 1980, il déménage aux États-Unis, dans le Comté de Westchester, New York. Un regain d'intérêt pour la culture irlandaise l'encouragé à se tourner vers une approche plus traditionnelle du répertoire irlandais et à ajouter des hymnes, des ballades et airs traditionnels plus populaires à son catalogue, devenant un chanteur populaire dans un pays, avec une forte connexion irlandaise et en mars 1988, il se produit en tant qu'hôte lors de la célébration musicale dansée de la Saint-Patrick à New York, pour la célèbre Radio City Music Hall.
Il donne un spectacle en plein air sur les marches du Capitole à Washington, avec le National Symphony Orchestra, devant un public de 60 000 personnes. Patterson était aussi à l'aise dans des spectacles plus intimes, comme un concert qu'il a donné pour la petite ville de Boys' Town, Nebraska (700 habitants). Ses interprétations du rôle de l'Évangéliste dans la Passion selon Saint Jean de Bach, ont donné de beaux commentaires critiques. D'autres enregistrements suivent des arrangements de chansons irlandaises de Beethoven, de mélodies de Berlioz, de songs de Purcell et autres, tous pour le label Philips.
Frank Patterson donne quelques concerts à guichets fermés à Londres, au Royal Albert Hall, au Carnegie Hall de New York, et avec sa famille, il se produit lors de deux concerts à la Maison-Blanche, pour les présidents Ronald Reagan en 1982 et Bill Clinton en 1995. Il enregistre plus d'une trentaine d'albums, en six langues, remporte des disques d'argent, d'or et de platine et est le premier chanteur irlandais à avoir sa propre émission de Radio City Music Hall à New York
Pendant les années 1990, dans la mouvante de la nouvelle popularité de la musique celtique, Patterson voit beaucoup de ses anciens enregistrements rééditées pour le public américain et en 1998, il est vedette dans une émission spéciale sur la chanson irlandaise, pour le réseau de télévision publique américaine.
En reconnaissance de ses réalisations musicales, il reçoit un doctorat honorifique de Salve Regina University, Newport, en 1990, un doctorat honorifique en Beaux-Arts du Manhattan College en 1996 et la médaille d'or de l'Eire Society of Boston, en 1998.

### Film
Patterson apparaît dans plusieurs films, à commencer par Gens de Dublin en 1987, une adaptation d'une nouvelle de James Joyce, réalisée par John Huston et avec en vedette, sa fille, Anjelica Huston. Patterson joue Bartell D'Arcy, le personnage qui chante The Lass of Aughrim.
Patterson est entendu à deux reprises dans le film des frères Coen, Miller's Crossing (1990), dans lequel il chante à la fois Danny Boy et Goodnight Sweetheart. En 1996, il apparaît comme le Tenor in Restaurant, où il chante la chanson irlandaise, Macushla, dans Michael Collins de Neil Jordan. Un enregistrement de lui chantant la mélodie traditionnelle irlandaise, Dan Tucker apparaît également dans Gangs of New York (2002) de Martin Scorsese.

### Religion
Patterson est un fervent Catholique et en 1979, chante pour la Messe célébrée par le Pape Jean-Paul II au Phoenix Park de Dublin, devant une assemblée de près d'un million de personnes. En 1984, il reçoit le titre de chevalier de Saint-Grégoire, par le Pape. Il est également fait chevalier de l'ordre souverain de Malte et chevalier commandeur du Saint-Sépulcre de Jérusalem.

### Derniers jours
En 1999, il apprend qu'il a une tumeur au cerveau. Il subit plusieurs opérations l'année suivante et son état semblait s'être stabilisée Le Cardinal O'Connor, avait demandé pour ses obsèques (en mai 2000), à Frank Patterson de chanter l’Ave Maria de Schubert, lors de la cérémonie de ses funérailles. Le dernier spectacle de Patterson est donné au Regis College à Weston, Massachusetts, une banlieue de Boston, et le lendemain matin, il est tombé malade et annule sa participation au funérailles du Cardinal. Le même jour, il est admis au Memorial Sloan-Kettering Cancer Center, où il tombe dans le coma et meurt à l'âge de 61 ans.
À la mort de Frank Patterson, de nombreuses distinctions et hommages sont venus, notamment du Président de l'Irlande, Mary McAleese, premier ministre irlandais, Bertie Ahern et le chef de l'Opposition John Bruton, qui l'a qualifié comme « la plus pure voix de sa génération » . Son épouse, la pianiste de concert, Eily Patterson née O'Grady, lui survit, ainsi que leur fils Eanan, violoniste avec qui il a souvent joué et sa sœur Imelda Malone et ses frères Noel et Maurice.

## Héritage
En décembre 2005, Lisa Marie Presley qui assiste à un mariage d'une célébrité dans le Comté de Tipperary, effectue un détour pour déposer des fleurs sur la tombe de Patterson, comme hommage de la famille Presley, impressionné par les interprétations de Patterson des chansons plus tard interprétées par Elvis.
| « You'll come and find the place where I am lying, And kneel and say an Ave there for me; And I shall hear, though soft you tread above me, And all my grave will warmer, sweeter be, For you will bend and tell me that you love me, And I shall sleep in peace until you come to me. » |  |  | Tu viendras trouver l'endroit où je reste, Et t'agenouillant, dis un Ave là-bas pour moi ; Et j'entendrai, quoique doucement, que vous marchez au-dessus de moi, Et mon tombeau sera plus chaud, plus agréable, Car vous vous penchez et dites-moi que vous m'aimez, Et je dormirai en paix jusqu'à ce que vous veniez à moi. |

En février 2002, un réalisateur indépendant, Johnny Watts, rencontre Eily Patterson à Staten Island, New York. Cette réunion abouti à la réalisation de trois heures de programme, intitulé The Tribute in Song [« L'Hommage en chanson »], mettant en vedette la musique de Patterson, à la mémoire des personnes tuées à Manhattan dans les attentats du 11 septembre, qui devint aussi un émouvant hommage à Frank Patterson lui-même. En septembre 2008, Watts inaugure personnellement au Consulat irlandais de New York, une plaque en hommage à la contribution de Frank Patterson à « Tribute in Song ».
Un bronze grandeur nature, œuvre du  sculpteur Jerry McKenna, du Texas, intitulé « The Golden Tenor Statue », a été inaugurée en sa mémoire par Mick Delahunty Square à Clonmel, en juin 2002.

## Sources
- Irish Times Nécrologie du 17 juin 2000. It was said the whole world seemed still when he sang.